# Kolonica
Kolonica (em húngaro: Kiskolon) é um município da Eslováquia, situado no distrito de Snina, na região de Prešov. Tem 27,18 km² de área e sua população em 2018 foi estimada em 564 habitantes.

## Demografia
| Ano:        | 1994 | 2004   | 2014   | 2024    |
| ----------- | ---- | ------ | ------ | ------- |
| Broj ljudi: | 596  | 593    | 585    | 526     |
| Razlika:    |      | -0,50% | -1,34% | -10,08% |

| Ano:               | 2023 | 2024   |
| ------------------ | ---- | ------ |
| Número de pessoas: | 515  | 526    |
| Diferença:         |      | +2,13% |